# Яворський Микола Васильович
Мико́ла Васи́льович Яворський (9 грудня 1982, с. Поворськ, Ковельський район, Волинська область, Українська РСР — 16 березня 2017, с. Лобачеве, Новоайдарський район, Луганська область, Україна) — солдат Збройних сил України, учасник російсько-української війни.

## Біографія
Народився 1982 року в селі Поворськ на Ковельщині. З 1-го по 10-й клас навчався у Поворській загальноосвітній школі, займався спортом, брав участь у спортивних змаганнях, отримав багато грамот.
У травні 2001 року був призваний на строкову військову службу, де добре себе зарекомендував, та був обраний для участі у параді в Києві. Після служби працював у Луцькому СІЗО. 2003-го був направлений в школу прапорщиків. З 2005 року працював у дитячий виправній колонії м. Ковель. Пізніше перевівся до комендатури авіаційного полігону в рідному Поворську, в/ч А1547. Був дуже віруючою людиною, допомагав церкві. Мав «золоті» руки, власноруч збудував хату.
Під час російської збройної агресії проти України у січні 2016 року вступив на військову службу за контрактом до 14-ї бригади.
Солдат, головний сержант — командир міномету мінометної батареї 14-ї окремої механізованої бригади, в/ч А1008, м. Володимир-Волинський. З 2016 року брав участь в антитерористичній операції на сході України. Був поранений на фронті, лікувався у шпиталі, після чого повернувся до свого підрозділу.
Загинув 16 березня 2017 року близько 20:25 під час мінометного обстрілу опорного пункту поблизу с. Лобачеве Новоайдарського району Луганської області, — в ході ведення мінометного вогню у відповідь вибухнув міномет М120-15 «Молот» і здетонував боєкомплект у кузові автомобіля. Тоді ж загинув солдат Микола Грабарчук та ще 7 бійців дістали поранення різного ступеня тяжкості.
Похований 20 березня з військовими почестями на кладовищі рідного села Поворська.
Залишились батьки, брат, дружина та двоє синів, 2012 і 2014 р.н.

## Нагороди
- Указом Президента України № 138/2017 від 22 травня 2017 року, за особисту мужність, виявлену у захисті державного суверенітету та територіальної цілісності України, самовіддане виконання військового обов'язку, нагороджений орденом «За мужність» III ступеня (посмертно).[5].

## Вшанування пам'яті
8 травня 2018 року на фасаді будівлі ОЗСО «Поворський ліцей» відкрили меморіальну дошку на честь загиблого на війні випускника.
6 липня 2018 року на території військової частини А1547 у Поворську відкрили пам'ятний знак.